# Matthew Crawford
Matthew B. Crawford (* 1965 in Virginia) ist ein amerikanischer Schriftsteller und Philosoph. Er arbeitet hauptsächlich in seiner eigenen Motorradwerkstatt.

## Leben und Wirken
Crawford studierte politische Philosophie an der University of Chicago und ist promovierter Philosoph. Er arbeitet an einem Tag in der Woche an der Universität Virginia, an vier Tagen in der Woche in seiner Motorradwerkstatt in Richmond.
Crawford kritisiert die entmündigende Automatisierung, vor allem Technologien, die den Menschen von der sinnlichen Auseinandersetzung mit der Wirklichkeit abhalten. Üben ist ihm wichtiger als Wissen, das Handwerk und die Handlungsmacht haben bei ihm einen größeren Stellenwert als die virtuellen, vorgefertigten Erfahrungen, die den Menschen von seiner Selbstwirksamkeit entkoppeln. Unter Selbstwirksamkeit versteht er eine schöpferische und erfüllende Tätigkeit, um sich damit auf die physische Wirklichkeit und auf die Eigenart des Gegenübers und des Materials einzulassen.
Matthew Crawford erreichte mit seinem Erstling Ich schraube, also bin ich die Bestsellerliste der New York Times. 

## Bücher
- Ich schraube, also bin ich: Vom Glück etwas mit den eigenen Händen zu schaffen.  Berlin 2011, ISBN 9783548610474.
- Die Wiedergewinnung des Wirklichen: Eine Philosophie des Ichs im Zeitalter der Zerstreuung. Berlin 2016. ISBN 9783843713221.[5]